# Cyanotis nyctitropa
Cyanotis nyctitropa là một loài thực vật có hoa trong họ Commelinaceae. Loài này được Deflers mô tả khoa học đầu tiên năm 1896.